# Mike Zalewski
Michael „Mike“ Zalewski (* 18. August 1992 in New Hartford, New York) ist ein US-amerikanischer Eishockeyspieler, der zuletzt bis zum Ende der Saison 2022/23 beim EC KAC aus der ICE Hockey League unter Vertrag gestanden und dort auf der Position des Centers gespielt hat. Sein älterer Bruder Steven ist ebenfalls professioneller Eishockeyspieler.

## Karriere
Zalewski verbrachte seine Juniorenzeit bei den Syracuse Stars in der Eastern Junior Hockey League (EJHL) von 2009 bis 2010 sowie den Vernon Vipers in der British Columbia Hockey League (BCHL) zwischen 2010 und 2012. Mit den Vipers konnte der Stürmer in der Saison 2010/11 den Gewinn den Fred Page Cupss des Doyle Cups und des Royal Bank Cups bewerkstelligen. Im Alter von 20 Jahren schrieb sich der US-Amerikaner schließlich am Rensselaer Polytechnic Institute ein. Für dessen Eishockeyteam spielte er parallel zu seinem Studium in der ECAC Hockey, einer Division im Spielbetrieb der National Collegiate Athletic Association (NCAA).
Bereits nach zwei Jahren beendete Zalewski seine Zeit am College aber frühzeitig, als er im März 2014 einen Profivertrag bei den Vancouver Canucks aus der National Hockey League (NHL) unterschrieb. Dort feierte er zum Ende der Saison 2013/14 noch sein NHL-Debüt. In den folgenden drei Spielzeiten – sein ursprünglicher Zweijahresvertrag war im Sommer 2016 um ein Jahr verlängert worden – spielte der US-Amerikaner aber hauptsächlich im Canucks-Farmteam Utica Comets in der American Hockey League (AHL) und kam nur sporadisch in der NHL zum Einsatz.
Zur Saison 2017/18 wechselte der Stürmer nach Europa zu den Straubing Tigers aus der Deutschen Eishockey Liga (DEL), bei denen sein Bruder Steven Zalewski bereits seit der Spielzeit 2015/16 unter Vertrag stand. Nach einer gemeinsamen Saison in Straubing verließen die Brüder im Sommer die Tigers. Mike Zalewski wechselte innerhalb der DEL zu den Kölner Haien. Im August 2019 erhielt Zalewski einen Vertrag bei Vienna Capitals aus der Erste Bank Eishockey Liga (EBEL) und erzielte dort bei insgesamt 49 Einsätzen 35 Scorerpunkte, davon 15 Tore und 20 Vorlagen. Anschließend war er ohne Anstellung, ehe er im Dezember 2020 zu den Kölner Haien zurückkehrte. Ab Juli 2021 stand der US-Amerikaner bei den Graz 99ers in der ICE Hockey League unter Vertrag, für die er bis zum Dezember des folgenden Jahres auflief und dann zum Ligakonkurrenten EC KAC wechselte. Bei den Klagenfurtern spielte der Stürmer bis zum Ende der Saison 2022/23.

## Erfolge und Auszeichnungen
- 2011 Fred-Page-Cup-Gewinn mit den Vernon Vipers
- 2011 Doyle-Cup-Gewinn mit den Vernon Vipers
- 2011 Royal-Bank-Cup-Gewinn mit den Vernon Vipers

## Karrierestatistik
Stand: Ende der Saison 2022/23
(Legende zur Spielerstatistik: Sp oder GP = absolvierte Spiele; T oder G = erzielte Tore; V oder A = erzielte Assists; Pkt oder Pts = erzielte Scorerpunkte; SM oder PIM = erhaltene Strafminuten; +/− = Plus/Minus-Bilanz; PP = erzielte Überzahltore; SH = erzielte Unterzahltore; GW = erzielte Siegtore; 1 Play-downs/Relegation; Kursiv: Statistik nicht vollständig)